# فائوکاریا
فائوکاریا(نام علمی: Faucaria) نام یک سرده از تیره علف‌فرشیان است.